# ビリーヴァー (ローラ・ドーンのアルバム)
| 専門評論家によるレビュー | 専門評論家によるレビュー |
| レビュー・スコア         | レビュー・スコア         |
| 出典                     | 評価                     |
| ------------------------ | ------------------------ |
| Allmusic                 | link                     |

『ビリーヴァー』(Believer) は、ローラ・ドーンが2001年に発表したアルバム。X JAPANのドラマーYOSHIKIが設立したエクスタシー・レコード・インターナショナルから発売され、ワーナー・ブラザースが販売した。ハリー・ニルソンの「ジャンプ・イントゥ・ザ・ファイアー」のカバーが隠しトラックとして収録されている。2作目のアルバムは、制作中にエクスタシー・レコード・インターナショナルが活動を停止したために完成には至らなかった

## 収録曲
| #   | タイトル                                                   | 作詞・作曲                             | 時間 |
| --- | ---------------------------------------------------------- | -------------------------------------- | ---- |
| 1.  | 「フリー・アンド・ロンリー・ライフ」(Free and Lonely Life) | ローラ・ドーン、サイモン・シュピーゲル | 4:33 |
| 2.  | 「ジ・オールド・ユー」(The Old You)                        | ドーン、シュピーゲル                   | 3:34 |
| 3.  | 「ナッシング・トゥ・ミー」(Nothing to Me)                  | ドーン                                 | 1:52 |
| 4.  | 「パーティー・ガール」(Party Girl)                         | ドーン                                 | 4:08 |
| 5.  | 「ビリーヴァー」(Believer)                                 | ドーン                                 | 4:16 |
| 6.  | 「ユースレス・イン・L.A.」(Useless in L.A.)                | ドーン                                 | 4:25 |
| 7.  | 「ディリシャス」(Delicious)                                | ドーン、シュピーゲル                   | 3:24 |
| 8.  | 「ソー・スモール」(So Small)                               | ドーン、シュピーゲル                   | 4:01 |
| 9.  | 「アイ・ウッド」(I Would)                                  | ドーン、ルイス・オブ・ハリウッド       | 3:45 |
| 10. | 「ラヴ・ユー・レス」(Love You Less)                        | ドーン、シュピーゲル                   | 4:36 |
| 11. | 「ザ・ベスト・パート」(The Best Part)                      | ドーン                                 | 3:44 |
| 12. | 「ウェイステッド」(Wasted)                                 | ドーン                                 | 3:00 |
| 13. | 「レコグナイズ」(Recognize)                                | ドーン、シュピーゲル                   | 4:18 |
| 14. | 「ハング・オン」(Hang On)                                  | ドーン                                 | 4:53 |
| 15. | 「ザ・ラスト・ソング」(The Last Song)                      | ドーン、シュピーゲル                   | 5:22 |